# Zizur Mayor
Zizur Mayor (baskijski: Zizur Nagusia) – gmina w Hiszpanii, w Nawarze, o powierzchni 5,05 km². W 2022 roku gmina liczyła 15 497 mieszkańców.